# مارتیروسیان
مارتیروسیان (زبان ارمنی: Մարտիրոսյան), یکی از نام‌های خانوادگی رایج در میان ارمنیان می‌باشد.
- آرسن مارتیروسیان (وزنه‌بردار)
- آرمن مارتیروسیان، شاعر و نویسنده
- آرمن مارتیروسیان (دونده)، ورزشکار دو و میدانی در رشته پرش سه‌گام
- آرمن مارتیروسیان (سیاستمدار)، سیاستمدار و دیپلمات
- آرمن مارتیروسیان (موسیقی‌دان)،
- آرمن مارتیروسیان (حزب میراث)، مربی جودو, معلم تربیت بدنی، سیاست‌مدار استاد
- آرمنوهی مارتیروسیان، نقاش
- آشوت مارتیروسیان (دولتمرد)
- آماسیا مارتیروسیان، هنرپیشه
- بالابک مارتیروسیان
- تام ماردیروسیان، موسیقی‌دان
- تیگران گئورگ مارتیروسیان، وزنه‌بردار
- تیگران وارطان مارتیروسیان،
- درنیک مارتیروسیان
- رازمیک مارتیروسیان، سیاست‌مدار
- سارگیس مارتیروسیان، وزنه‌بردار
- سیمون مارتیروسیان، وزنه‌بردار
- فلورا مارتیروسیان،
- کارو مارتیروسیان
- گئورگ مارتیروسیان، هنرپیشه و خواننده
- گئورگی مارتیروسیان (بازیگر)
- گئورگی مارتیروسیان
- گاریک مارتیروسیان، کمدین، شومن، مجری تلویزیون، هنرپیشه، متخصص اعصاب، روان‌درمانی، مجری، و شوخی
- گاگیک مارتیروسیان (سیاستمدار)
- گابریله مارتیروسیان
- گریگور مارتیروسیان (دولتمرد)
- لوون مارتیروسیان
- ماروسیا مارتیروسیان
- ماریام مارتیروسیان
- ماکسیم مارتیروسیان
- نارک مارتیروسیان (رقصنده)
- نورا مارتیروسیان
- وانس مارتیروسیان، بوکسور حرفه‌ای
- واهرام مارتیروسیان، نویسنده، فیلم‌نامه‌نویس، و روزنامه‌نگار
- ویکا مارتیروسیان
- هایک ام. مارتیروسیان
- هرچ مارتیروسیان
- واهان مارتیروسیان
- کارن تر-مارتیروسیان، فیزیک‌دان
- پیش‌نویس:لیا مارتیروسیان
- پیش‌نویس:آلینا مارتیروسیان
- پیش‌نویس:آرسن مارتیروسیان
- پارگو آرکپیسکوپوس مارتیروسیان
- پیش‌نویس:گئورگی مارتیروسیان (قاتل زنجیره‌ای)
- پیش‌نویس:لوسینه مارتیروسیان
- پیش‌نویس:یلیزاوتا مارتیروسیان
- ویلنا مارتیروسیان
- پیش‌نویس:لیلیت مارتیروسیان
- رادیک مارتیروسیان
- پیش‌نویس:هایکوش تر-مارتیروسیان

## منبع
- Հովակիմյան, Բախտիար (2005). Հայոց ծածկանունների բառարան (PDF). Երևան: ԵՊՀ հրատ.
- Այվազյան, Հ. Մ. (2007). Ով ով է. հայեր (կենսագրական հանրագիտարան: Երկու հատորով) (72). Vol. երկրորդ. Երևան: Հայկական հանրագիտարան հրատ. pp. 65-.
- Խուդավերդյան, Կոստանդին. Հայկական համառոտ հանրագիտարան (به ارمنی). Vol. 3. Երևան: Հայկական Հանրագիտարան հրատարակչություն ՊՈԱԿ. p. 628.
- Armenian Soviet Encyclopedia. Vol. 7. Yerevan. p. 349.